# Dwars door Vlaanderen 2019
74. edycja wyścigu kolarskiego Dwars door Vlaanderen, która odbyła się 3 kwietnia 2019 roku na trasie liczącej 182,8 km. Start wyścigu wyznaczono w Roeselare, a metę w Waregem. Wyścig jest częścią UCI World Tour 2019.

## Uczestnicy

### Drużyny
W wyścigu wzięło udział 25 ekip: osiemnaście drużyn należących do UCI WorldTeams i siedem zespołów zaproszonych przez organizatorów z tzw. "dziką kartą", należących do UCI Professional Continental Teams.
| WorldTeams (18)- AG2R La Mondiale - Astana - Bahrain-Merida - Bora-hansgrohe - CCC Team - Deceuninck-Quick Step - Dimension Data - EF Education First - Groupama-FDJ - Team Jumbo-Visma - Lotto Soudal - Mitchelton-Scott - Movistar Team - Katusha-Alpecin - Sky - Team Sunweb - Trek-Segafredo - UAE Team Emirates Professional continental teams (7)- Direct Énergie - Cofidis, Solutions Crédits - Corendon-Circus - Wanty-Groupe Gobert - Israel Cycling Academy - Vital Concept-B&B Hotels - Sport Vlaanderen-Baloise |
| |

### Lista startowa
| Deceuninck-Quick Step DQT | Deceuninck-Quick Step DQT   | Deceuninck-Quick Step DQT |
| ------------------------- | --------------------------- | ------------------------- |
| Nr                        | Kolarz                      | Miejsce                   |
| 1                         | Yves Lampaert (BEL) (szosa) | 8.                        |
| 2                         | Philippe Gilbert (BEL)      | DNF                       |
| 3                         | Kasper Asgreen (DEN)        | 143.                      |
| 4                         | Florian Sénéchal (FRA)      | 30.                       |
| 5                         | Álvaro Hodeg (COL)          | 131.                      |
| 6                         | Bob Jungels (LUX) (szosa)   | 3.                        |
| 7                         | Iljo Keisse (BEL)           | 82.                       |

| Movistar Team MOV | Movistar Team MOV                | Movistar Team MOV |
| ----------------- | -------------------------------- | ----------------- |
| Nr                | Kolarz                           | Miejsce           |
| 11                | Alejandro Valverde (ESP) (szosa) | 31.               |
| 12                | Jaime Castrillo (ESP)            | 108.              |
| 13                | Imanol Erviti (ESP)              | 48.               |
| 14                | Lluís Mas (ESP)                  | 116.              |
| 15                | Nelson Oliveira (POR)            | 59.               |
| 16                | Jürgen Roelandts (BEL)           | 20.               |
| 17                | Jasha Sütterlin (GER)            | 27.               |

| CCC Team CPT | CCC Team CPT               | CCC Team CPT |
| ------------ | -------------------------- | ------------ |
| Nr           | Kolarz                     | Miejsce      |
| 21           | Gijs Van Hoecke (BEL)      | 34.          |
| 22           | Paweł Bernas (POL)         | 120.         |
| 23           | Michael Schär (SUI)        | DNF          |
| 24           | Szymon Sajnok (POL)        | 84.          |
| 25           | Kamil Gradek (POL)         | 97.          |
| 26           | Jonas Koch (GER)           | 72.          |
| 27           | Nathan Van Hooydonck (BEL) | 39.          |

| Lotto-Soudal LTS | Lotto-Soudal LTS        | Lotto-Soudal LTS |
| ---------------- | ----------------------- | ---------------- |
| Nr               | Kolarz                  | Miejsce          |
| 31               | Tiesj Benoot (BEL)      | 5.               |
| 32               | Adam Blythe (GBR)       | DNF              |
| 33               | Stan Dewulf (BEL)       | DNF              |
| 34               | Jens Keukeleire (BEL)   | 11.              |
| 35               | Frederik Frison (BEL)   | 118.             |
| 36               | Lawrence Naesen (BEL)   | 86.              |
| 37               | Brian van Goethem (NED) | 88.              |

| AG2R La Mondiale ALM | AG2R La Mondiale ALM             | AG2R La Mondiale ALM |
| -------------------- | -------------------------------- | -------------------- |
| Nr                   | Kolarz                           | Miejsce              |
| 41                   | Oliver Naesen (BEL)              | 19.                  |
| 42                   | Gediminas Bagdonas (LTU) (szosa) | 138.                 |
| 43                   | Nico Denz (GER)                  | 126.                 |
| 44                   | Silvan Dillier (SUI)             | 73.                  |
| 45                   | Julien Duval (FRA)               | 119.                 |
| 46                   | Dorian Godon (FRA)               | 139.                 |
| 47                   | Stijn Vandenbergh (BEL)          | 76.                  |

| EF Education First EF1 | EF Education First EF1    | EF Education First EF1 |
| ---------------------- | ------------------------- | ---------------------- |
| Nr                     | Kolarz                    | Miejsce                |
| 51                     | Logan Owen (USA)          | DNF                    |
| 52                     | Alberto Bettiol (ITA)     | 51.                    |
| 53                     | Taylor Phinney (USA)      | DNF                    |
| 54                     | Mitchell Docker (AUS)     | 96.                    |
| 55                     | Sebastian Langeveld (NED) | 106.                   |
| 56                     | Thomas Scully (NZL)       | 70.                    |
| 57                     | Sacha Modolo (ITA)        | 37.                    |

| Trek-Segafredo TFS | Trek-Segafredo TFS   | Trek-Segafredo TFS |
| ------------------ | -------------------- | ------------------ |
| Nr                 | Kolarz               | Miejsce            |
| 61                 | Jasper Stuyven (BEL) | 14.                |
| 62                 | Koen de Kort (NED)   | 115.               |
| 63                 | Ryan Mullen (IRL)    | DNF                |
| 64                 | Alex Kirsch (LUX)    | 90.                |
| 65                 | Kiel Reijnen (USA)   | 133.               |
| 66                 | Mads Pedersen (DEN)  | 89.                |
| 67                 | Edward Theuns (BEL)  | 64.                |

| Bahrain-Merida TBM | Bahrain-Merida TBM          | Bahrain-Merida TBM |
| ------------------ | --------------------------- | ------------------ |
| Nr                 | Kolarz                      | Miejsce            |
| 71                 | Marcel Sieberg (GER)        | 81.                |
| 72                 | Iván García Cortina (ESP)   | 16.                |
| 73                 | Heinrich Haussler (AUS)     | 10.                |
| 74                 | Kristijan Koren (SLO)       | 103.               |
| 75                 | Matej Mohorič (SLO) (szosa) | 15.                |
| 76                 | Luka Pibernik (SLO)         | 104.               |
| 77                 | Jan Tratnik (SLO)           | 33.                |

| Dimension Data TDD | Dimension Data TDD                | Dimension Data TDD |
| ------------------ | --------------------------------- | ------------------ |
| Nr                 | Kolarz                            | Miejsce            |
| 81                 | Edvald Boasson Hagen (NOR)        | 36.                |
| 82                 | Michael Valgren (DEN)             | 29.                |
| 83                 | Lars Bak (DEN)                    | 140.               |
| 84                 | Bernhard Eisel (AUT)              | 114.               |
| 85                 | Reinardt Janse van Rensburg (RSA) | 49.                |
| 86                 | Jacobus Venter (RSA)              | 149.               |
| 87                 | Julien Vermote (BEL)              | 132.               |

| UAE Team Emirates UAD | UAE Team Emirates UAD              | UAE Team Emirates UAD |
| --------------------- | ---------------------------------- | --------------------- |
| Nr                    | Kolarz                             | Miejsce               |
| 91                    | Alexander Kristoff (NOR)           | 12.                   |
| 92                    | Fernando Gaviria (COL)             | 22.                   |
| 93                    | Sven Erik Bystrøm (NOR)            | 55.                   |
| 94                    | Vegard Stake Laengen (NOR) (szosa) | 144.                  |
| 95                    | Marco Marcato (ITA)                | 66.                   |
| 96                    | Jasper Philipsen (BEL)             | 142.                  |
| 97                    | Oliviero Troia (ITA)               | 146.                  |

| Katusha-Alpecin TKA | Katusha-Alpecin TKA      | Katusha-Alpecin TKA |
| ------------------- | ------------------------ | ------------------- |
| Nr                  | Kolarz                   | Miejsce             |
| 101                 | Jens Debusschere (BEL)   | 68.                 |
| 102                 | Jenthe Biermans (BEL)    | 79.                 |
| 103                 | Harry Tanfield (GBR)     | DNF                 |
| 104                 | Willie Smit (RSA)        | 130.                |
| 105                 | Rick Zabel (GER)         | 129.                |
| 106                 | Nils Politt (GER)        | 21.                 |
| 107                 | Mads Würtz Schmidt (DEN) | DNF                 |

| Groupama-FDJ GFC | Groupama-FDJ GFC          | Groupama-FDJ GFC |
| ---------------- | ------------------------- | ---------------- |
| Nr               | Kolarz                    | Miejsce          |
| 111              | Arnaud Démare (FRA)       | 69.              |
| 112              | Jacopo Guarnieri (ITA)    | 61.              |
| 113              | Ignatas Konovalovas (LTU) | 100.             |
| 114              | Stefan Küng (SUI)         | 42.              |
| 115              | Olivier Le Gac (FRA)      | 62.              |
| 116              | Miles Scotson (AUS)       | 99.              |
| 117              | Ramon Sinkeldam (NED)     | 71.              |

| Astana AST | Astana AST              | Astana AST |
| ---------- | ----------------------- | ---------- |
| Nr         | Kolarz                  | Miejsce    |
| 121        | Laurens De Vreese (BEL) | 77.        |
| 122        | Davide Ballerini (ITA)  | 17.        |
| 123        | Żandos Biżygitow (KAZ)  | 65.        |
| 124        | Daniił Fominych (KAZ)   |            |
| 125        | Jewgienij Gidicz (KAZ)  | DNF        |
| 126        | Dmitrij Gruzdiew (KAZ)  | DNF        |
| 127        | Hugo Houle (CAN)        | 63.        |

| Bora-Hansgrohe BOH | Bora-Hansgrohe BOH              | Bora-Hansgrohe BOH |
| ------------------ | ------------------------------- | ------------------ |
| Nr                 | Kolarz                          | Miejsce            |
| 131                | Pascal Ackermann (GER) (szosa)  | 135.               |
| 132                | Jean-Pierre Drucker (LUX)       | DNF                |
| 133                | Christoph Pfingsten (GER)       | 122.               |
| 134                | Lukas Pöstlberger (AUT) (szosa) | 4.                 |
| 135                | Juraj Sagan (SVK)               | 109.               |
| 136                | Andreas Schillinger (GER)       | 85.                |
| 137                | Michael Schwarzmann (GER)       | DNF                |

| Team Jumbo-Visma TJV | Team Jumbo-Visma TJV        | Team Jumbo-Visma TJV |
| -------------------- | --------------------------- | -------------------- |
| Nr                   | Kolarz                      | Miejsce              |
| 141                  | Mike Teunissen (NED)        | 18.                  |
| 142                  | Pascal Eenkhoorn (NED)      | 102.                 |
| 143                  | Amund Grøndahl Jansen (NOR) | 45.                  |
| 145                  | Taco van der Hoorn (NED)    | 83.                  |
| 146                  | Danny van Poppel (NED)      | 7.                   |
| 147                  | Maarten Wynants (BEL)       | 101.                 |

| Mitchelton-Scott MTS | Mitchelton-Scott MTS          | Mitchelton-Scott MTS |
| -------------------- | ----------------------------- | -------------------- |
| Nr                   | Kolarz                        | Miejsce              |
| 151                  | Jack Bauer (NZL)              | 25.                  |
| 152                  | Callum Scotson (AUS)          | DNF                  |
| 153                  | Edoardo Affini (ITA)          | 148.                 |
| 154                  | Luka Mezgec (SLO)             | 94.                  |
| 155                  | Robert Stannard (AUS)         | 87.                  |
| 156                  | Michael Hepburn (AUS)         | 95.                  |
| 157                  | Christopher Juul-Jensen (DEN) | 54.                  |

| Team Sky SKY | Team Sky SKY               | Team Sky SKY |
| ------------ | -------------------------- | ------------ |
| Nr           | Kolarz                     | Miejsce      |
| 161          | Gianni Moscon (ITA)        | 53.          |
| 162          | Christopher Lawless (GBR)  | 151.         |
| 163          | Owain Doull (GBR)          | 46.          |
| 164          | Kristoffer Halvorsen (NOR) | 113.         |
| 165          | Christian Knees (GER)      | 47.          |
| 166          | Luke Rowe (GBR)            | 6.           |
| 167          | Dylan van Baarle (NED)     |              |

| Team Sunweb SUN | Team Sunweb SUN              | Team Sunweb SUN |
| --------------- | ---------------------------- | --------------- |
| Nr              | Kolarz                       | Miejsce         |
| 171             | Johannes Fröhlinger (GER)    | DNF             |
| 172             | Cees Bol (NED)               | 24.             |
| 173             | Roy Curvers (NED)            | DNF             |
| 174             | Marc Hirschi (SUI)           | 52.             |
| 175             | Asbjørn Kragh Andersen (DEN) | 92.             |
| 176             | Casper Pedersen (DEN)        | 110.            |
| 177             | Max Walscheid (GER)          | DNF             |

| Direct Énergie TDE | Direct Énergie TDE     | Direct Énergie TDE |
| ------------------ | ---------------------- | ------------------ |
| Nr                 | Kolarz                 | Miejsce            |
| 181                | Niki Terpstra (NED)    | 60.                |
| 182                | Lilian Calmejane (FRA) | 28.                |
| 183                | Damien Gaudin (FRA)    | 58.                |
| 184                | Pim Ligthart (NED)     | 150.               |
| 185                | Adrien Petit (FRA)     | 13.                |
| 186                | Alexandre Pichot (FRA) | 80.                |
| 187                | Anthony Turgis (FRA)   | 2.                 |

| Corendon-Circus COC | Corendon-Circus COC                | Corendon-Circus COC |
| ------------------- | ---------------------------------- | ------------------- |
| Nr                  | Kolarz                             | Miejsce             |
| 191                 | Mathieu van der Poel (NED) (szosa) | 1.                  |
| 192                 | Dries De Bondt (BEL)               | 67.                 |
| 193                 | Stijn Devolder (BEL)               | 56.                 |
| 194                 | Roy Jans (BEL)                     | DNF                 |
| 195                 | Jimmy Janssens (BEL)               | 105.                |
| 196                 | Lasse Norman Leth (DEN)            | 78.                 |
| 197                 | Otto Vergaerde (BEL)               | 41.                 |

| Wanty-Gobert WGG | Wanty-Gobert WGG           | Wanty-Gobert WGG |
| ---------------- | -------------------------- | ---------------- |
| Nr               | Kolarz                     | Miejsce          |
| 201              | Frederik Backaert (BEL)    | 40.              |
| 202              | Xandro Meurisse (BEL)      | 44.              |
| 203              | Aimé De Gendt (BEL)        | 93.              |
| 204              | Timothy Dupont (BEL)       | 152.             |
| 205              | Ludwig De Winter (BEL)     | DNF              |
| 206              | Pieter Vanspeybrouck (BEL) | 153.             |
| 207              | Loïc Vliegen (BEL)         | 26.              |

| Cofidis, Solutions Crédits COF | Cofidis, Solutions Crédits COF | Cofidis, Solutions Crédits COF |
| ------------------------------ | ------------------------------ | ------------------------------ |
| Nr                             | Kolarz                         | Miejsce                        |
| 211                            | Christophe Laporte (FRA)       | 9.                             |
| 212                            | Filippo Fortin (ITA)           | 145.                           |
| 213                            | Cyril Lemoine (FRA)            | 136.                           |
| 214                            | Damien Touzé (FRA)             | 98.                            |
| 215                            | Bert Van Lerberghe (BEL)       | DNF                            |
| 216                            | Kenneth Vanbilsen (BEL)        | 43.                            |
| 217                            | Zico Waeytens (BEL)            | 125.                           |

| Vital Concept-B&B Hotels VCB | Vital Concept-B&B Hotels VCB | Vital Concept-B&B Hotels VCB |
| ---------------------------- | ---------------------------- | ---------------------------- |
| Nr                           | Kolarz                       | Miejsce                      |
| 221                          | Bryan Coquard (FRA)          | 35.                          |
| 222                          | Kris Boeckmans (BEL)         | 50.                          |
| 223                          | Bert De Backer (BEL)         | 107.                         |
| 224                          | Adrien Garel (FRA)           | 134.                         |
| 225                          | Jimmy Turgis (FRA)           | 38.                          |
| 226                          | Julien Morice (FRA)          | 124.                         |
| 227                          | Jonas Van Genechten (BEL)    | 23.                          |

| Sport Vlaanderen-Baloise SVB | Sport Vlaanderen-Baloise SVB | Sport Vlaanderen-Baloise SVB |
| ---------------------------- | ---------------------------- | ---------------------------- |
| Nr                           | Kolarz                       | Miejsce                      |
| 231                          | Piet Allegaert (BEL)         | 91.                          |
| 232                          | Amaury Capiot (BEL)          | 147.                         |
| 234                          | Kenneth Van Rooy (BEL)       | 123.                         |
| 235                          | Christophe Noppe (BEL)       | 32.                          |
| 236                          | Emiel Planckaert (BEL)       | 137.                         |
| 237                          | Thimo Willems (BEL)          | 121.                         |

| Israel Cycling Academy ICA | Israel Cycling Academy ICA   | Israel Cycling Academy ICA |
| -------------------------- | ---------------------------- | -------------------------- |
| Nr                         | Kolarz                       | Miejsce                    |
| 241                        | Tom Van Asbroeck (BEL)       | 75.                        |
| 242                        | Guillaume Boivin (CAN)       | 74.                        |
| 243                        | Dennis van Winden (NED)      |                            |
| 244                        | Zakkari Dempster (AUS)       | DNF                        |
| 245                        | Ro’i Goldstein (ISR) (szosa) | DNF                        |
| 246                        | Mihkel Räim (EST)            | 111.                       |
| 247                        | Conor Dunne (IRL) (szosa)    | 112.                       |

| Deceuninck-Quick Step DQT | Deceuninck-Quick Step DQT   | Deceuninck-Quick Step DQT |
| ------------------------- | --------------------------- | ------------------------- |
| Nr                        | Kolarz                      | Miejsce                   |
| 1                         | Yves Lampaert (BEL) (szosa) | 8.                        |
| 2                         | Philippe Gilbert (BEL)      | DNF                       |
| 3                         | Kasper Asgreen (DEN)        | 143.                      |
| 4                         | Florian Sénéchal (FRA)      | 30.                       |
| 5                         | Álvaro Hodeg (COL)          | 131.                      |
| 6                         | Bob Jungels (LUX) (szosa)   | 3.                        |
| 7                         | Iljo Keisse (BEL)           | 82.                       |

| Movistar Team MOV | Movistar Team MOV                | Movistar Team MOV |
| ----------------- | -------------------------------- | ----------------- |
| Nr                | Kolarz                           | Miejsce           |
| 11                | Alejandro Valverde (ESP) (szosa) | 31.               |
| 12                | Jaime Castrillo (ESP)            | 108.              |
| 13                | Imanol Erviti (ESP)              | 48.               |
| 14                | Lluís Mas (ESP)                  | 116.              |
| 15                | Nelson Oliveira (POR)            | 59.               |
| 16                | Jürgen Roelandts (BEL)           | 20.               |
| 17                | Jasha Sütterlin (GER)            | 27.               |

| CCC Team CPT | CCC Team CPT               | CCC Team CPT |
| ------------ | -------------------------- | ------------ |
| Nr           | Kolarz                     | Miejsce      |
| 21           | Gijs Van Hoecke (BEL)      | 34.          |
| 22           | Paweł Bernas (POL)         | 120.         |
| 23           | Michael Schär (SUI)        | DNF          |
| 24           | Szymon Sajnok (POL)        | 84.          |
| 25           | Kamil Gradek (POL)         | 97.          |
| 26           | Jonas Koch (GER)           | 72.          |
| 27           | Nathan Van Hooydonck (BEL) | 39.          |

| Lotto-Soudal LTS | Lotto-Soudal LTS        | Lotto-Soudal LTS |
| ---------------- | ----------------------- | ---------------- |
| Nr               | Kolarz                  | Miejsce          |
| 31               | Tiesj Benoot (BEL)      | 5.               |
| 32               | Adam Blythe (GBR)       | DNF              |
| 33               | Stan Dewulf (BEL)       | DNF              |
| 34               | Jens Keukeleire (BEL)   | 11.              |
| 35               | Frederik Frison (BEL)   | 118.             |
| 36               | Lawrence Naesen (BEL)   | 86.              |
| 37               | Brian van Goethem (NED) | 88.              |

| AG2R La Mondiale ALM | AG2R La Mondiale ALM             | AG2R La Mondiale ALM |
| -------------------- | -------------------------------- | -------------------- |
| Nr                   | Kolarz                           | Miejsce              |
| 41                   | Oliver Naesen (BEL)              | 19.                  |
| 42                   | Gediminas Bagdonas (LTU) (szosa) | 138.                 |
| 43                   | Nico Denz (GER)                  | 126.                 |
| 44                   | Silvan Dillier (SUI)             | 73.                  |
| 45                   | Julien Duval (FRA)               | 119.                 |
| 46                   | Dorian Godon (FRA)               | 139.                 |
| 47                   | Stijn Vandenbergh (BEL)          | 76.                  |

| EF Education First EF1 | EF Education First EF1    | EF Education First EF1 |
| ---------------------- | ------------------------- | ---------------------- |
| Nr                     | Kolarz                    | Miejsce                |
| 51                     | Logan Owen (USA)          | DNF                    |
| 52                     | Alberto Bettiol (ITA)     | 51.                    |
| 53                     | Taylor Phinney (USA)      | DNF                    |
| 54                     | Mitchell Docker (AUS)     | 96.                    |
| 55                     | Sebastian Langeveld (NED) | 106.                   |
| 56                     | Thomas Scully (NZL)       | 70.                    |
| 57                     | Sacha Modolo (ITA)        | 37.                    |

| Trek-Segafredo TFS | Trek-Segafredo TFS   | Trek-Segafredo TFS |
| ------------------ | -------------------- | ------------------ |
| Nr                 | Kolarz               | Miejsce            |
| 61                 | Jasper Stuyven (BEL) | 14.                |
| 62                 | Koen de Kort (NED)   | 115.               |
| 63                 | Ryan Mullen (IRL)    | DNF                |
| 64                 | Alex Kirsch (LUX)    | 90.                |
| 65                 | Kiel Reijnen (USA)   | 133.               |
| 66                 | Mads Pedersen (DEN)  | 89.                |
| 67                 | Edward Theuns (BEL)  | 64.                |

| Bahrain-Merida TBM | Bahrain-Merida TBM          | Bahrain-Merida TBM |
| ------------------ | --------------------------- | ------------------ |
| Nr                 | Kolarz                      | Miejsce            |
| 71                 | Marcel Sieberg (GER)        | 81.                |
| 72                 | Iván García Cortina (ESP)   | 16.                |
| 73                 | Heinrich Haussler (AUS)     | 10.                |
| 74                 | Kristijan Koren (SLO)       | 103.               |
| 75                 | Matej Mohorič (SLO) (szosa) | 15.                |
| 76                 | Luka Pibernik (SLO)         | 104.               |
| 77                 | Jan Tratnik (SLO)           | 33.                |

| Dimension Data TDD | Dimension Data TDD                | Dimension Data TDD |
| ------------------ | --------------------------------- | ------------------ |
| Nr                 | Kolarz                            | Miejsce            |
| 81                 | Edvald Boasson Hagen (NOR)        | 36.                |
| 82                 | Michael Valgren (DEN)             | 29.                |
| 83                 | Lars Bak (DEN)                    | 140.               |
| 84                 | Bernhard Eisel (AUT)              | 114.               |
| 85                 | Reinardt Janse van Rensburg (RSA) | 49.                |
| 86                 | Jacobus Venter (RSA)              | 149.               |
| 87                 | Julien Vermote (BEL)              | 132.               |

| UAE Team Emirates UAD | UAE Team Emirates UAD              | UAE Team Emirates UAD |
| --------------------- | ---------------------------------- | --------------------- |
| Nr                    | Kolarz                             | Miejsce               |
| 91                    | Alexander Kristoff (NOR)           | 12.                   |
| 92                    | Fernando Gaviria (COL)             | 22.                   |
| 93                    | Sven Erik Bystrøm (NOR)            | 55.                   |
| 94                    | Vegard Stake Laengen (NOR) (szosa) | 144.                  |
| 95                    | Marco Marcato (ITA)                | 66.                   |
| 96                    | Jasper Philipsen (BEL)             | 142.                  |
| 97                    | Oliviero Troia (ITA)               | 146.                  |

| Katusha-Alpecin TKA | Katusha-Alpecin TKA      | Katusha-Alpecin TKA |
| ------------------- | ------------------------ | ------------------- |
| Nr                  | Kolarz                   | Miejsce             |
| 101                 | Jens Debusschere (BEL)   | 68.                 |
| 102                 | Jenthe Biermans (BEL)    | 79.                 |
| 103                 | Harry Tanfield (GBR)     | DNF                 |
| 104                 | Willie Smit (RSA)        | 130.                |
| 105                 | Rick Zabel (GER)         | 129.                |
| 106                 | Nils Politt (GER)        | 21.                 |
| 107                 | Mads Würtz Schmidt (DEN) | DNF                 |

| Groupama-FDJ GFC | Groupama-FDJ GFC          | Groupama-FDJ GFC |
| ---------------- | ------------------------- | ---------------- |
| Nr               | Kolarz                    | Miejsce          |
| 111              | Arnaud Démare (FRA)       | 69.              |
| 112              | Jacopo Guarnieri (ITA)    | 61.              |
| 113              | Ignatas Konovalovas (LTU) | 100.             |
| 114              | Stefan Küng (SUI)         | 42.              |
| 115              | Olivier Le Gac (FRA)      | 62.              |
| 116              | Miles Scotson (AUS)       | 99.              |
| 117              | Ramon Sinkeldam (NED)     | 71.              |

| Astana AST | Astana AST              | Astana AST |
| ---------- | ----------------------- | ---------- |
| Nr         | Kolarz                  | Miejsce    |
| 121        | Laurens De Vreese (BEL) | 77.        |
| 122        | Davide Ballerini (ITA)  | 17.        |
| 123        | Żandos Biżygitow (KAZ)  | 65.        |
| 124        | Daniił Fominych (KAZ)   |            |
| 125        | Jewgienij Gidicz (KAZ)  | DNF        |
| 126        | Dmitrij Gruzdiew (KAZ)  | DNF        |
| 127        | Hugo Houle (CAN)        | 63.        |

| Bora-Hansgrohe BOH | Bora-Hansgrohe BOH              | Bora-Hansgrohe BOH |
| ------------------ | ------------------------------- | ------------------ |
| Nr                 | Kolarz                          | Miejsce            |
| 131                | Pascal Ackermann (GER) (szosa)  | 135.               |
| 132                | Jean-Pierre Drucker (LUX)       | DNF                |
| 133                | Christoph Pfingsten (GER)       | 122.               |
| 134                | Lukas Pöstlberger (AUT) (szosa) | 4.                 |
| 135                | Juraj Sagan (SVK)               | 109.               |
| 136                | Andreas Schillinger (GER)       | 85.                |
| 137                | Michael Schwarzmann (GER)       | DNF                |

| Team Jumbo-Visma TJV | Team Jumbo-Visma TJV        | Team Jumbo-Visma TJV |
| -------------------- | --------------------------- | -------------------- |
| Nr                   | Kolarz                      | Miejsce              |
| 141                  | Mike Teunissen (NED)        | 18.                  |
| 142                  | Pascal Eenkhoorn (NED)      | 102.                 |
| 143                  | Amund Grøndahl Jansen (NOR) | 45.                  |
| 145                  | Taco van der Hoorn (NED)    | 83.                  |
| 146                  | Danny van Poppel (NED)      | 7.                   |
| 147                  | Maarten Wynants (BEL)       | 101.                 |

| Mitchelton-Scott MTS | Mitchelton-Scott MTS          | Mitchelton-Scott MTS |
| -------------------- | ----------------------------- | -------------------- |
| Nr                   | Kolarz                        | Miejsce              |
| 151                  | Jack Bauer (NZL)              | 25.                  |
| 152                  | Callum Scotson (AUS)          | DNF                  |
| 153                  | Edoardo Affini (ITA)          | 148.                 |
| 154                  | Luka Mezgec (SLO)             | 94.                  |
| 155                  | Robert Stannard (AUS)         | 87.                  |
| 156                  | Michael Hepburn (AUS)         | 95.                  |
| 157                  | Christopher Juul-Jensen (DEN) | 54.                  |

| Team Sky SKY | Team Sky SKY               | Team Sky SKY |
| ------------ | -------------------------- | ------------ |
| Nr           | Kolarz                     | Miejsce      |
| 161          | Gianni Moscon (ITA)        | 53.          |
| 162          | Christopher Lawless (GBR)  | 151.         |
| 163          | Owain Doull (GBR)          | 46.          |
| 164          | Kristoffer Halvorsen (NOR) | 113.         |
| 165          | Christian Knees (GER)      | 47.          |
| 166          | Luke Rowe (GBR)            | 6.           |
| 167          | Dylan van Baarle (NED)     |              |

| Team Sunweb SUN | Team Sunweb SUN              | Team Sunweb SUN |
| --------------- | ---------------------------- | --------------- |
| Nr              | Kolarz                       | Miejsce         |
| 171             | Johannes Fröhlinger (GER)    | DNF             |
| 172             | Cees Bol (NED)               | 24.             |
| 173             | Roy Curvers (NED)            | DNF             |
| 174             | Marc Hirschi (SUI)           | 52.             |
| 175             | Asbjørn Kragh Andersen (DEN) | 92.             |
| 176             | Casper Pedersen (DEN)        | 110.            |
| 177             | Max Walscheid (GER)          | DNF             |

| Direct Énergie TDE | Direct Énergie TDE     | Direct Énergie TDE |
| ------------------ | ---------------------- | ------------------ |
| Nr                 | Kolarz                 | Miejsce            |
| 181                | Niki Terpstra (NED)    | 60.                |
| 182                | Lilian Calmejane (FRA) | 28.                |
| 183                | Damien Gaudin (FRA)    | 58.                |
| 184                | Pim Ligthart (NED)     | 150.               |
| 185                | Adrien Petit (FRA)     | 13.                |
| 186                | Alexandre Pichot (FRA) | 80.                |
| 187                | Anthony Turgis (FRA)   | 2.                 |

| Corendon-Circus COC | Corendon-Circus COC                | Corendon-Circus COC |
| ------------------- | ---------------------------------- | ------------------- |
| Nr                  | Kolarz                             | Miejsce             |
| 191                 | Mathieu van der Poel (NED) (szosa) | 1.                  |
| 192                 | Dries De Bondt (BEL)               | 67.                 |
| 193                 | Stijn Devolder (BEL)               | 56.                 |
| 194                 | Roy Jans (BEL)                     | DNF                 |
| 195                 | Jimmy Janssens (BEL)               | 105.                |
| 196                 | Lasse Norman Leth (DEN)            | 78.                 |
| 197                 | Otto Vergaerde (BEL)               | 41.                 |

| Wanty-Gobert WGG | Wanty-Gobert WGG           | Wanty-Gobert WGG |
| ---------------- | -------------------------- | ---------------- |
| Nr               | Kolarz                     | Miejsce          |
| 201              | Frederik Backaert (BEL)    | 40.              |
| 202              | Xandro Meurisse (BEL)      | 44.              |
| 203              | Aimé De Gendt (BEL)        | 93.              |
| 204              | Timothy Dupont (BEL)       | 152.             |
| 205              | Ludwig De Winter (BEL)     | DNF              |
| 206              | Pieter Vanspeybrouck (BEL) | 153.             |
| 207              | Loïc Vliegen (BEL)         | 26.              |

| Cofidis, Solutions Crédits COF | Cofidis, Solutions Crédits COF | Cofidis, Solutions Crédits COF |
| ------------------------------ | ------------------------------ | ------------------------------ |
| Nr                             | Kolarz                         | Miejsce                        |
| 211                            | Christophe Laporte (FRA)       | 9.                             |
| 212                            | Filippo Fortin (ITA)           | 145.                           |
| 213                            | Cyril Lemoine (FRA)            | 136.                           |
| 214                            | Damien Touzé (FRA)             | 98.                            |
| 215                            | Bert Van Lerberghe (BEL)       | DNF                            |
| 216                            | Kenneth Vanbilsen (BEL)        | 43.                            |
| 217                            | Zico Waeytens (BEL)            | 125.                           |

| Vital Concept-B&B Hotels VCB | Vital Concept-B&B Hotels VCB | Vital Concept-B&B Hotels VCB |
| ---------------------------- | ---------------------------- | ---------------------------- |
| Nr                           | Kolarz                       | Miejsce                      |
| 221                          | Bryan Coquard (FRA)          | 35.                          |
| 222                          | Kris Boeckmans (BEL)         | 50.                          |
| 223                          | Bert De Backer (BEL)         | 107.                         |
| 224                          | Adrien Garel (FRA)           | 134.                         |
| 225                          | Jimmy Turgis (FRA)           | 38.                          |
| 226                          | Julien Morice (FRA)          | 124.                         |
| 227                          | Jonas Van Genechten (BEL)    | 23.                          |

| Sport Vlaanderen-Baloise SVB | Sport Vlaanderen-Baloise SVB | Sport Vlaanderen-Baloise SVB |
| ---------------------------- | ---------------------------- | ---------------------------- |
| Nr                           | Kolarz                       | Miejsce                      |
| 231                          | Piet Allegaert (BEL)         | 91.                          |
| 232                          | Amaury Capiot (BEL)          | 147.                         |
| 234                          | Kenneth Van Rooy (BEL)       | 123.                         |
| 235                          | Christophe Noppe (BEL)       | 32.                          |
| 236                          | Emiel Planckaert (BEL)       | 137.                         |
| 237                          | Thimo Willems (BEL)          | 121.                         |

| Israel Cycling Academy ICA | Israel Cycling Academy ICA   | Israel Cycling Academy ICA |
| -------------------------- | ---------------------------- | -------------------------- |
| Nr                         | Kolarz                       | Miejsce                    |
| 241                        | Tom Van Asbroeck (BEL)       | 75.                        |
| 242                        | Guillaume Boivin (CAN)       | 74.                        |
| 243                        | Dennis van Winden (NED)      |                            |
| 244                        | Zakkari Dempster (AUS)       | DNF                        |
| 245                        | Ro’i Goldstein (ISR) (szosa) | DNF                        |
| 246                        | Mihkel Räim (EST)            | 111.                       |
| 247                        | Conor Dunne (IRL) (szosa)    | 112.                       |

## Klasyfikacja generalna
| \| Klasyfikacja generalna \| Klasyfikacja generalna \| Klasyfikacja generalna \| Klasyfikacja generalna \| Klasyfikacja generalna \| \| Kolarz \| Kolarz \| Państwo \| Drużyna \| Czas \| \| ---------------------- \| ---------------------- \| ---------------------- \| -------------------------- \| ---------------------- \| \| 1. \| Mathieu van der Poel \| Holandia \| Corendon-Circus \| 4h 05' 52" \| \| 2. \| Anthony Turgis \| Francja \| Direct Énergie \| + 0" \| \| 3. \| Bob Jungels \| Luksemburg \| Deceuninck-Quick Step \| + 0" \| \| 4. \| Lukas Pöstlberger \| Austria \| Bora-Hansgrohe \| + 0" \| \| 5. \| Tiesj Benoot \| Belgia \| Lotto-Soudal \| + 0" \| \| 6. \| Luke Rowe \| Wielka Brytania \| Team Sky \| + 18" \| \| 7. \| Danny van Poppel \| Holandia \| Team Jumbo-Visma \| + 19" \| \| 8. \| Yves Lampaert \| Belgia \| Deceuninck-Quick Step \| + 19" \| \| 9. \| Christophe Laporte \| Francja \| Cofidis, Solutions Crédits \| + 19" \| \| 10. \| Heinrich Haussler \| Australia \| Bahrain-Merida \| + 19" \| |                      |                 |                            |            |
| |                      |                 |                            |            |
| Źródło: ProCyclingStats |                      |                 |                            |            |
| Klasyfikacja generalna |                      |                 |                            |            |
| Kolarz | Kolarz               | Państwo         | Drużyna                    | Czas       |
| 1. | Mathieu van der Poel | Holandia        | Corendon-Circus            | 4h 05' 52" |
| 2. | Anthony Turgis       | Francja         | Direct Énergie             | + 0"       |
| 3. | Bob Jungels          | Luksemburg      | Deceuninck-Quick Step      | + 0"       |
| 4. | Lukas Pöstlberger    | Austria         | Bora-Hansgrohe             | + 0"       |
| 5. | Tiesj Benoot         | Belgia          | Lotto-Soudal               | + 0"       |
| 6. | Luke Rowe            | Wielka Brytania | Team Sky                   | + 18"      |
| 7. | Danny van Poppel     | Holandia        | Team Jumbo-Visma           | + 19"      |
| 8. | Yves Lampaert        | Belgia          | Deceuninck-Quick Step      | + 19"      |
| 9. | Christophe Laporte   | Francja         | Cofidis, Solutions Crédits | + 19"      |
| 10. | Heinrich Haussler    | Australia       | Bahrain-Merida             | + 19"      |